# Лењинградска област
Лењинградска област (рус. Ленинградская область) конститутивни је субјект Руске Федерације са статусом области на простору Северозападног федералног округа, на северозападу европског дела Русије.
Област се граничи са Карелијом на северу, Вологодском и Новгородском облашћу на истоку и југоистоку, док је на југу територија Псковске области. На западу је део међународне границе са Естонијом, док је на северозападу граница са Финском. На западу Лењинградска област излази на обале Финског залива Балтичког мора, док је на северу део акваторије језера Ладога. Административно седиште области налази се у граду Санкт Петербургу који као један од три федерална града РФ представља засебну административну јединицу и не улази у састав области (федерални градови су још и Москва и Севастопољ). Са површином од 83.908 км² налази се на 39. месту међу субјектима Руске Федерације, а чак 12,8% територије обухватају водене површине. Према проценама националне статистичке службе за 2015. на подручју области је живело укупно 1.775.540 становника или у просеку 21,16 ст/км². Област се протеже у смеру запад-исток у дужини од око 500 km, док је ширина у смеру север-југ око 320 km.
Лењинградска област настала је као резултат административно-територијалних реформи које су совјетске власти спровеле у лето 1927. године, а историјска претходница области била је Ингерманландска губернија основана 1708. године. Током историје Ингерманландска губернија је три пута мењала име, прво у Санктпетербуршку, потом Петроградску и на послетку Лењинградску губернију. Цела област је добила име по вођи Октобарске револуције Владимиру Иличу Лењину, по којем је и град Санкт Петербург носио име Лењинград од 1924. до 1991. године.
Административно, Лењинградска област је подељена на 17 општинских рејона и један градски округ. На територији области постоје укупно 63 градска насеља, од чега је 31 насеље са статусом града, док су преостала 32 насељена места са статусом варошица. Највећи градски центри у области су Гатчина, Виборг, Соснови Бор и Всеволошк. Основу популације чине Руси чији процентуални удео у укупној популацији износи око 93%, док су најбројније мањинске етничке заједнице Украјинци, Белоруси и Татари.

## Етимологија
Лењинградска област носи име по ранијем називу за град Санкт Петербург, око ког се област налази, а оно је у част вође Октобарске револуције Владимира Илича Лењина гласило Лењинград (1924—1991). Након распада СССР и пада комунизма, град Санкт Петербург је вратио своје раније име, док је област задржала оно из времена комунизма.
Иначе, подручје ове области је историјски било познато и као Ингрија (до 1927. године).

## Географија
Лењинградска област налази се на северозападу европског дела Руске Федерације, односно обухвата крајњи запад Северозападног федералног округа. Територија области не чини компактну целину него је јако издужена у смеру запад-исток у дужини од око 500 km, док је највеће растојање од северне до јужне границе области 320 km. Лењинградска област обухвата територију површине 83.908 км², што чини свега 0,5% укупне површине Руске Федерације. По величини територије област се налази на 39. месту међу субјектима Федерације. Област се на југу граничи са територијом Новгородске области, на истоку и југоистоку је Вологодска област, док је на југозападу граница са Псковском облашћу. На северу је територија Аутономне Републике Карелије, док је на западу територија федералног града Санкт Петербурга. На крајњем северозападу области се налази међународна граница са Републиком Финском, док је на западу на потезу између Финског залива и Чудског језера граница са Републиком Естонијом. Са севера се у територију области дубоко увлачи акваторија Ладошког језера чијих око 50% површине административно припада овој области. На западу су обале Финског залива Балтичког мора.
Целом својом површином територија Лењинградске области лежи на подручју Источноевропске равнице, благо заталасаном подручју са просечним надморским висинама између 50 и 150 метара, са којег се местимично издижу нижа побрђа. Најнижа подручја налазе се уз обале Финског залива на западу, те језера Ладога у централном делу области, али и уз долине значајнијих река. Најзначајније низије су Виборшка, Приозјерска, Приладошка, Приморска, Пљуска, Лушка, Волховска, Свирска и Тихвинска. Надморске висине су нешто више на подручју Карелијске превлаке на северозападу области те у рубним деловима Валдајског побрђа на крајњем истоку. Карелијска превлака која је део Балтичког кристаластог штита рељефно се доста разликује од остатка области, и карактеристична је по бројним каменим узвишењима и мањим ујезереним површинама. Највиша тачка у том делу области је Кивисјура са надморском висином од 203,7 метара (по неким подацима 205 метара, део је Лемболовског побрђа). Највише целине у источном делу су Тихвинска греда (висине до 280 метара) и Вепско побрђе, на којем се налази и највиша тачка целе области — гора Гапсељга (са надморском висином од 291 метра). Најзначајније узвишење на западу области је Ижорско побрђе са висинама до 175,9 метара.

### Геолошке одлике
Територија Лењинградске области налази се на сучељу две значајне геолошке структуре. Северозападни делови области налазе се на подручју Балтичког кристаластог штита где местимично на површину избијају стене прекамбријумске старости настале услед снажних вулканских ерупција на том подручју пре више од 600 милиона година. У основи овог дела области налазе се гранити уз учешће песковито-шљунковитих интрузија.
Уз јужне обале Финског залива, те уз Ладошко језеро током камбријума (пре око 500 милиона година) формирале су се моћне наслаге седимената са преовлађујућим слојевима глина и пешчара. Из периода од пре око 400 милиона година (ордовицијум) потичу наслаге фосфата и уљних шкриљаца. Стене девонске старости на површину избијају у јужним деловима области. Најближе површини у источном делу области налазе се стене карбонске старости, са наслагама боксита, кречњака и доломита.
Садашњи рељеф области последица је активности током последња 4 ледена доба и њима припадајуће интерглацијације, а с тим у вези на површини се налазе углавном лежишта тресета, глина и песка.

### Клима
Лењинградска област налази се у зони континенталне климе подложне јаким маритимним утицајима са Балтика. Влажне ваздушне масе које долазе са Атлантика главни су узрок релативно благих зима са честим топлим периодма у зимским месецима, те умерено топлих и неретко прохладних лета. Јануарски просек температура ваздуха креће се у вредностима између –8° и –11 °C, док су просечне температуре у јулу између +16° и +18 °C. Апсолутни максимум температуре ваздуха измерен је у Тихвину и износио је +37,8 °C, док је пасолутни минимум −52 °C. На годишњем нивоу најтоплији сујугозападни, а најхладнији источни рејони области.
Годишња сума падавина се креће између 600 и 700 милиметара, а највише падавина излучи се по побрђима, најкишовитије је Лемболовско побрђе. Најсувље су приобалне равнице уз Фински залив. највише кишних падавина излучи се током лета и у јесен.
У зимском делу године падавине се углавном излучују у виду снега, а стабилан снежни покривач је од друге половине новембра па до друге половине априла.

### Хидрографске карактеристике
Подручје Лењинградске области карактерише изузетно густа и развијена речна мрежа, те бројна језера. Готово све реке у области припадају сливу Балтичког мора, а изузетак је једино мањи део области на крајњем југоистоку који припада басену реке Волге. Укупна дужина свих водотока на подручју области прелази 50.000 km. Најважнији водотоци који се директно уливају у Балтичко море су Луга (353 км) са Оредежом (192 км) на југозападу и Нева (74 км) на западу, док се у језеро Ладога уливају Ојат (266 км), Сјас (260 км), Паша (242 км), Волхов и Вуоксен (156 км). Река Свир (224 км) повезује Ладогу са Оњегом.
На територији области налази се преко 1.800 језера, а највише на подручју Карелијске превлаке. Територијално највеће језеро је Ладога које са површином од 17.700 км² уједно представља и највећу језерску акваторију у Европи. Лењинградској области припада јужна половина акваторије Ладоге. На крајњем североистоку Лењинградска област излази и на узак појас обале језера Оњега. Ладога је уједно и најдубље језеро у области са максималном дубином до 225 метара. Веће језерске акваторије су још и Вуокса (95,6 км²), Отрадноје (72 км²), Суходољско (44,3 км²), Самро (40,4 км²), Вјаље (35,8 км²) и друга.
Значајан део области, нарочито у низијским подручјима је замочварен.

### Земљишта и живи свет
Најраспрострањенији тип земљишта на подручју области су подзоли које карактеришу знатно смањене концентрације хумуса. Киселост подзоластих тала знатно се разликује од регије до регије и умногоме зависи од количине влаге у земљишту. Најплодније земљиште налази се у југозападном делу области, на подручју Ижорског побрђа где се налазе и највеће концентрације хумуса. Високе концентрације кречњака у тлу на том подручју неутралишу киселост земљишта те га додатно обогаћују хумусом и минералима, те тај крај често називају и „зоном северног чернозема“.
У низијама и на подручјима где се вода доста задржава на површини земљиште је доста лошег квалитета, и у основи доминирају тресаве и замочварена подручја. Такве целине налазе се у источним деловима Карелијске превлаке, у централним деловима области уз Ладогу и Волхов, те уз обале Финског залива. Местимично су се уз обале појединих великих река формирале нешто плодније зоне алувијалног земљишта, али такве територије заузимају доста мале површине. Површински слој тла формиран је у основи од глина, иловача, песка и тресета, а за интензивнију пољопривредну производњу неопходно је вештачки побољшати бонитет земљишта.
У вегетацијском погледу територија Лењинградске области налази се у зони тајге, углавном у њеним јужним подзонама које и обухватају највећи део области, док је један мањи део области у зони мешовитих шума (углавном на крајњем југу области). Под шумама је око 55,5% површине области. Међутим услед неконтролисане сече шумски ресурси у области су доста девастирани, а некада изворне борово-смрекове шуме сачуване су у изолованим подручјима на северозападу и истоку (али и у тим случајевима су доста прошаране брезама, јасиком и јовом). Влажнија подручја су обрасла шумама шумама црне јове. Местимично су раширене и шуме храста лужњака, јавора, леске, белог јасена и бреста. Подручја уз непосредну околину Санкт Петербурга су углавном претворена у обрадиво земљиште.
Животињским светом области доминирају сисари којих има 68 врста, затим око 300 врста птица и око 80 врста риба. Међу сисарима најраширенији су веверица, твор, куна, ласица дугорепа, јеж, зец, дабар, док је крупнија дивљач знатно ређе присутна.
Највеће подручје које се налази под строгом заштитом је Нижњесвирски резерват биосфере формиран 1980. године на површини од 42.390 хектара.

## Демографија
Према подацима националне статистичке службе Русије, на територији Лењинградске области је 2015. живело 1.775.540 становника, или у просеку 21,16 ст/км². Од тог броја њих 64,57% је живело у градским срединама. Најгушће су насељени рејони који су најближи Санкт Петербургу, док је најмања насељеност на крајњем истоку области. Према подацима са пописа становништва из 2010. на подручју области је живело 1.716.868 становника, или у просеку 1,20% целокупне популације Руске Федерације. По том параметру Лењинградска област се налазила на 27. месту међу субјектима Федерације. У односу на попис становништва из 2002. број становника области је порастао за око 43.500 особа.
| 1926.     | 1959.     | 1970.     | 1979.     | 1989.     | 1999.     | 2002.     | 2010.     | 2015.     |
| --------- | --------- | --------- | --------- | --------- | --------- | --------- | --------- | --------- |
| 2,792,129 | 1,224,991 | 1,435,729 | 1,519,165 | 1,661,173 | 1,693,301 | 1,669,205 | 1,716,868 | 1,775,540 |

Демографску слику области у постсовјетском периоду карактерише изузетно низак природни прираштај становништва, а популација се одржава искључиво досељавањем из других делова земље. Године 1990. природни прираштаје је био негативан и износио је —1,5 ‰, а главни узрок тог тренда био је повећање стопе смртности и смањење броја рођених. Најгора ситуација била је 1994. године када је депопулација достигла цифру од чак 12,0 ‰. Демографска ситуација у области се благо поправља почев од 2004. године.
У 2009. години стопа фертилитета је износила 9,2 ‰, док је стопа смртности и даље била изузетно висока и износила 17,0 ‰. Просечни животни век у 2007. години је износио 64,58 година.
У етничком погледу Лењинградска област је доста хомогена, а најбројнија етничка заједница 2010. били су Руси са 1.485.905 становника или 86,55%. најбројније мањинске заједнице су Украјинци са 31.769 становника (1,85%), Белоруси са 16.830 (0,98%), Татари са 8.693 (0,51%), Јермени са 7.072 (0,41%) и Узбеци са 6.717 (0,39%).
|           | 1989.     | %       | 2002.     | % од укупно пописаних | % од национално изјашњених | 2010.     | % од укупно пописаних | % од национално изјашњених |
| --------- | --------- | ------- | --------- | --------------------- | -------------------------- | --------- | --------------------- | -------------------------- |
| Укупно    | 1.653.723 | 100,00% | 1.669.205 | 100,00%               |                            | 1.716.868 | 100,00%               |                            |
| Руси      | 1.502.901 | 90,88%  | 1.495.295 | 89,58%                | 91,73%                     | 1.485.905 | 86,55%                | 92,75%                     |
| Украјинци | 49.182    | 2,97%   | 41.842    | 2,51%                 | 2,57%                      | 31.769    | 1,85%                 | 1,98%                      |
| Белоруси  | 33.704    | 2,04%   | 26.290    | 1,58%                 | 1,61%                      | 16.830    | 0,98%                 | 1,05%                      |
| Татари    | 7.757     | 0,47%   | 9.432     | 0,57%                 | 0,58%                      | 8.693     | 0,51%                 | 0,54%                      |
| Јермени   | 1.761     | 0,11%   | 5.518     | 0,33%                 | 0,34%                      | 7.072     | 0,41%                 | 0,44%                      |
| Узбеци    | 1.188     | 0,07%   | 1.001     | 0,06%                 | 0,06%                      | 6.717     | 0,39%                 | 0,42%                      |
| Азери     | 1.920     | 0,12%   | 3.855     | 0,23%                 | 0,24%                      | 4.574     | 0,27%                 | 0,29%                      |
| Финци     | 11.833    | 0,72%   | 7.930     | 0,48%                 | 0,49%                      | 4.366     | 0,25%                 | 0,27%                      |
| Роми      | 4.215     | 0,25%   | 4.573     | 0,27%                 | 0,28%                      | 3.885     | 0,23%                 | 0,24%                      |
| Таџици    | 554       | 0,03%   | 814       | 0,05%                 | 0,05%                      | 2.977     | 0,17%                 | 0,19%                      |
| Молдавци  | 1.909     | 0,12%   | 1.977     | 0,12%                 | 0,12%                      | 2.698     | 0,16%                 | 0,17%                      |
| Чуваши    | 3.156     | 0,19%   | 2.817     | 0,17%                 | 0,17%                      | 2.065     | 0,12%                 | 0,13%                      |
| Немци     | 1.775     | 0,11%   | 2.372     | 0,14%                 | 0,15%                      | 1.722     | 0,10%                 | 0,11%                      |
| Грузини   | 760       | 0,05%   | 1.568     | 0,09%                 | 0,10%                      | 1.567     | 0,09%                 | 0,10%                      |

на подручју Лењинградске области налази се 31 насељено место са административним статусом града и 32 насеља са административним статусом варошице (рус. посёлки городского типа). Највећи град у области је Гатчина са 95.860 становника, док је најмањи град Висоцк са свега око 1.500 становника. Најстарији градови у области су Виборг основан 1293. године и Приозерск основан 1295. године, док су најмлађа градска насеља Волосово (основано 1999) и Сертолово (основан 1998. године).

## Административна подела
Лењинградска област административно је подељена на 17 општинских рејона и на један градски округ (градски округ града Соснови Бор). Рејони су подељени на сеоске и урбане општине којих има укупно 199.
| №  | Рејон               | Административни центар |
| -- | ------------------- | ---------------------- |
|    | Сосновоборски округ | Соснови Бор            |
| 1  | Бокситогорски рејон | Бокситогорск           |
| 2  | Волосовски рејон    | Волосово               |
| 3  | Волховски рејон     | Волхов                 |
| 4  | Всеволшки рејон     | Всеволошк              |
| 5  | Виборшки рејон      | Виборг                 |
| 6  | Гатчињски рејон     | Гатчина                |
| 7  | Кингисепшки рејон   | Кингисеп               |
| 8  | Киришки рејон       | Кириши                 |
| 9  | Кировски рејон      | Кировск                |
| 10 | Лодејнопољски рејон | Лодејноје Поље         |
| 11 | Ломоносовски рејон  | Ломоносов*             |
| 12 | Лушки рејон         | Луга                   |
| 13 | Подпорошки рејон    | Подпорожје             |
| 14 | Приозерски рејон    | Приозерск              |
| 15 | Сланчањски рејон    | Сланци                 |
| 16 | Тихвински рејон     | Тихвин                 |
| 17 | Тосњенски рејон     | Тосно                  |

Напомена: Град Ломоносов не улази у састав Лењинградске области, већ административно припада граду федералног значаја Санкт Петербургу.